# Julie Lafourcade
Julie Lafourcade est une joueuse internationale française de rink hockey née le 1er décembre 1990. Depuis 2009, elle joue en Équipe de France et porte le numéro 4.

## Palmarès
Depuis 2009, elle joue en Équipe de France. 
En 2009, elle participe au championnat d’Europe à St Omer (France) et finit à la 2eme place.
En 2010, elle est vice-championne au championnat du monde à Madrid (Espagne). 
En 2012, elle est sacrée championne du monde.
En 2014, elle décroche un deuxième titre de vice-championne au championnat du monde à Tourcoing (France). 
En 2015, elle participe au championnat d’Europe en Italie. 
En 2016, elle participe au championnat du monde.
En 2017, elle participe à la 1ère édition des World Roller Games en Chine. 
En 2018, elle participe au championnat d’Europe au Portugal et remporte une 4ème place.
Depuis 2015, elle remporte 5 titres consécutifs de championne de France avec son club U.S Coutras.
En 2019, elle participe aux World Roller Games à Barcelone.